# Malvina Wells
Malvina Wells (1804 - 22 tháng 4 năm 1887)  là người duy nhất được biết đến được chôn cất ở Edinburgh, người sinh ra là một nô lệ.

## Sinh và đầu đời
Malvina Wells sinh năm 1804  tại Carriacou, Grenada, ở khu vực Tây Ấn. Cha bà là John Wells, người trồng rừng và không biết tên của mẹ bà.
Vào năm 1817, sổ đăng ký nô lệ Grand Bay ở Carriacou, có một mục ghi rõ 'sở hữu hợp pháp của George G. Browne Mill và John Mill... mulatto, không có dấu hiệu phân biệt'. Mục này cho thấy Malvina Wells đã 13 tuổi; mulatto biểu thị cha bà là người da trắng, còn mẹ bà là người da đen.

## Cuộc sống ở Scotland
Không biết khi nào Malvina Wells được đưa đến Scotland. Bà làm việc cho Joanna Isabella Macrae nee Maclean, con gái của John McLean, người sở hữu nô lệ ở Carriacou.
Năm 1851, Malvina Wells sống tại 33 Phố Great King, Edinburgh, và làm việc như là một hầu gái, trong nhà của John A Macrae, thuộc tổ chức Writer to the Signet, và vợ Joanna Macrae. Đến năm 1861, Malvina Wells sống tại 42 Phố Thistle, Edinburgh, với tư cách là chủ gia đình, với một người nội trú tên Mary Johnston, thợ may. Mười năm sau, vào năm 1871, bà sống tại 2 Randolph Crescent, Edinburgh trong gia đình của Edward Strathearn Gordon và vợ Agnes Joanna Gordon, làm người giúp việc gia đình.
Năm 1881, Malvina Wells được ghi tên trong cuộc điều tra dân số là Meleina Wells, sống tại 14 Gloucester Place, Edinburgh, 75 tuổi trong khi vẫn là một hầu gái của Joanna Macrae, bấy giờ là một góa phụ. Malvina qua đời vào ngày 22 tháng 4 năm 1887 ở tuổi 82, tại 14 Gloucester Place. Cái chết của bà đã được đăng ký bởi Horatio R Macrae, con trai của Joanna Macrae, và nguyên nhân cái chết được liệt kê là bệnh tim.

## Tưởng niệm
Malvina Wells được chôn cất dưới một bia mộ bằng đá cẩm thạch được dựng lên bởi gia đình Macrae trong nghĩa địa của nhà thờ St Johns, phố Princes, Edinburgh. Nó nằm ở bên phải của một đài tưởng niệm gia đình lớn hơn đối với Joanna Isabella Maclean, người mà bà làm việc. Dòng chữ ghi rằng bà là một người bạn và người hầu trung thành.